# Волков, Юрий Петрович (водитель)
Юрий Петрович Волков — советский хозяйственный, государственный и политический деятель.

## Биография
Родился в 1935 году в деревне Киржеманы. Член КПСС.
С 1948 года — на хозяйственной, общественной и политической работе. В 1948—1995 гг. — колхозник, помощник комбайнера, военнослужащий Советской Армии, шофёр, водитель поливочной машины на стадионе «Тестильщик», водитель, бригадир водителей автомобилей, секретарь партийной организации Ивановского пассажирского автотранспортного предприятия № 1 Министерства автомобильного транспорта РСФСР.
Указами Президиума Верховного Совета СССР от 22 апреля 1975 года и от 2 апреля 1981 года награждён орденами Трудовой Славы 3-й и 2-й степеней.
Указом Президиума Верховного Совета СССР от 14 августа 1986 года награждён орденом Трудовой Славы 1-й степени.
Умер в Иванове в 2012 году.